# Пентозурія
Пентозурія — підвищений вміст в сечі пентоз. Стан, при якому цукровий ксилитол, пентоза, присутній в сечі в незвично високих концентраціях. Пов'язаний з дефіцитом L-ксілулозоредуктази, необхідної для метаболізму ксиліту. L- ксилулоза є редуцивним цукром, тому вона може дати помилковий діагноз діабету, оскільки виявляється у високих концентраціях в сечі. Однак метаболізм глюкози у людей з пентозурією нормальний, і вони не страждають діабетом.
Пентозурія проявляється у трьох формах: вона може бути викликана вживанням в їжу фруктів, що містять значну кількість пентоз (аліментарна пентозурія), порушенням вуглеводного обміну (ідіопатична пентозурія), а також спричинена деякими хворобами чи станами (лікарсько-індукована).

## Історичні факти
Пентозурія вперше була описана в 1892 р у пацієнта, сеча якого давала позитивну пробу на відновлювальні цукри і негативну — на ферментовані дріжджами, тобто цукор, що міститься в сечі, не був глюкозою. Надалі було показано, що стан пентозурії може бути тимчасовим, викликаним прийомом в їжу фруктів або фруктових соків, що містять велику кількість рослинних пентозанів, так і постійним. В останньому випадку було виявлено, що випадки пентозурії асоційовані з етнічною приналежністю пацієнтів, що дозволило припустити спадковий характер постійної пентозурії.

## Ідіопатична пентозурія
Ідіопатична пентозурія проявляється в екскреції з сечею L-ксилулози в кількості 1-4 г на добу і обумовлена порушенням «стику» глюкуронових шляхів обміну глюкози і пентозофосфатного шляху. В нормі L-ксилулоза синтезується з 3-кетогулонової кислоти в глюкуронових циклах і далі ізомеризується в D-ізомер, що включається в пентозофосфатний шлях обміну вуглеводів. Ізомеризація L-ксилулози в D-ксилулозу йде через проміжне утворення ксиліту і каталізується L-ксілулозоредуктазою.
В організмі людини присутні дві ізоформи L-ксилулозоредуктази: головна, локалізована в мітохондріях і цитоплазмі, і мінорна, локалізована тільки в цитоплазмі. Ідіопатична пентозурія викликається браком головної ізоформи, яка кодується геном DCXR, локалізованим в 17-й хромосомі. Ідіопатична пентозурія успадковується за аутосомно-рецесивним типом і трапляється переважно у євреїв. Однак цей нешкідливий дефект лікування не потребує.

## Аліментарна пентозурія
Аліментарна пентозурія може проявлятися після вживання в їжу великої кількості слив, вишень, винограду і фруктових соків, при цьому з сечею виводяться неметаболізовані рослинні пентози — арабіноза і ксилоза. Оскільки ці моносахариди є альдопентозами, тобто відновлюваними цукрами, то вони можуть дати хибнопозитивний результат при визначенні глюкози в сечі з використанням окислювальних реактивів (проби Гайнеса, Бенедикта, Нідлендера).

## Лікарсько-індукована пентозурія
Може розвинутися у осіб, які приймали морфін і деякі гормони, мали гарячку чи алергію.